# The Creepshow
The Creepshow ist eine kanadische Band aus Burlington (Ontario) in der Metropolregion um Toronto. In der Mehrheit ihrer Texte sangen sie über Horrorfilme und die darin vorkommenden Monster. Die Band galt als bedeutendste Psychobilly-Band Kanadas und trat weltweit auf.

## Bandgeschichte
Die Band wurde 2005 in Burlington, Ontario gegründet. Die vier Gründungsmitglieder entstammten der Punkszene und kombinierten hauptsächlich Punkrock und Rockabilly, die beiden Haupteinflüsse des Genres Psychobilly, ergänzten das jedoch durch Ska-Einflüsse sowie eigene Ideen. Die Texte sind – wie häufig im Psychobilly – von Anfang an deutlich von Horrorfilmen beeinflusst und handeln etwa von Zombies. Dieses Konzept behielt die Band bis zum 2010 erschienenen Album They All Fall Down bei.
Das erste Album erschien 2006 bei dem Label Stereo Dynamite, welches kurz darauf in den Vertrieb von EMI aufgenommen wurde. Zahlreiche Konzerte, auch außerhalb Kanadas, taten ihr Übriges, dass die Band sich schnell einen Namen machte. Auch Kritiker beurteilten das Album positiv. Die deutsche Zeitschrift Ox-Fanzine bezeichnete The Creepshow 2007 als „Psychobilly-Newcomer des Jahres“ neben Rezurex.
2007 wurde Sängerin Hellcat schwanger, stieg aus der Band aus und wurde durch ihre jüngere Schwester Sarah Sin ersetzt. Zunächst war geplant, dass Hellcat in die Band zurückkehren sollte. Das geschah jedoch nicht, stattdessen gründete sie später ihre eigene Band, Hellcat and the Prowl. Sarah wurde festes Bandmitglied.
2008 erschien das zweite Album der Band, Run for your Life. Die Zeitschrift Sonic Seducer bezeichnete The Creepshow in einer Rezension des Albums als eine der besten Psychobilly-Bands mit weiblichen Sängerinnen. Auch im Ox-Fanzine erschien erneut eine sehr positive Rezension, deren Verfasser die Band neben den Rezurex an der Spitze des Genres sieht, und während das Onlinemagazin Laut.de The Creepshow in einer Rezension von Sarah Sins Soloalbum als „belanglosen Verschnitt aus Psychobilly und Zombietexten“ kritisiert, widerspricht ein anderer Rezensent und meint, die Band sorge „durchgehend für gute Laune und eine gehörige Portion Tanzwut“. Durch das Album machte die Band Hellcat Records auf sich aufmerksam und unterschrieb im folgenden Jahr als erste kanadische Band einen Plattenvertrag bei dem Label.
Das dritte Album der Band, They All Fall Down, wurde 2010 veröffentlicht. Textlich spielen die typischen Psychobilly-Themen wie Zombies auf diesem Album nur noch eine untergeordnete Rolle. Ein Hauptthema ist stattdessen Rache. Die musikalischen Haupteinflüsse sind gleich geblieben, manche Kritiker merken aber an, das Album sei melodischer als die Vorgänger und das Songwriting gereift. Laut.de kritisiert an dem Album lediglich die kurze Spieldauer.
Am 16. Juli 2012 verabschiedete sich Sarah Blackwood in ihrem Youtube-Channel von ihren Fans. Sie verließ die Band um sich auf ihre eigene Solokarriere und ihre Band Walk Off the Earth zu konzentrieren. Als neue Sängerin wurde daraufhin Kenda Mitglied der Band. 2013 erschien das Album Life After Death, auf dem neben Kenda auch der Gitarrist Daniel Flamm zum ersten Mal als offizielles Bandmitglied mitspielte. Vier Jahre später, im Jahr 2017, erschien Death At My Door.
Die für Mai und Juni 2023 angesetzte Europa-Tour wurde kurzfristig abgesagt, sie sind aber weiterhin in Kanada aktiv.

## Diskografie
- 2006: Sell Your Soul
- 2008: Run for Your Life
- 2009: Creepy Christmas Classics (EP)
- 2010: They All Fall Down
- 2013: Sinners & Saints (Single)
- 2013: Life After Death
- 2017: Death at My Door